# Авраменко, Александр Иванович
Александр Иванович Авраменко (укр. Олександр Іванович Авраменко; 4 августа 1934, Запорожье — 23 февраля 1974, Киев) — украинский советский писатель и журналист.

## Биография
После окончания в 1967 году Одесского государственного университета им. И. И. Мечникова, работал корреспондентом газеты «Молодь України», позже — редактором газеты «Комсомолець Запоріжжя».
Член Союза писателей СССР с 1972 года.
Последние годы жил в Киеве. Умер в 1974. Похоронен на Байковом кладбище.

## Творчество
Печататься начал в 1964 году. Автор сборников рассказов и повестей, новелл, очерков, в том числе:
- Стайка зелёных ласточек;
- Прометеевы дети;
- Сладкая чаша горечи (1978);
- Гонцы из неволи (Дети-герои) (1981);
- сказка «Приключения Белой Ромашки» и др.

## Память
- Именем А. Авраменко названа улица в Шевченковском районе г. Запорожья.